# أحمد مرتضى أحمد
الدكتور أحمد مرتضى أحمد خليل الزهيري (1946- 16 آب 2021)، هو مهندس وسياسي عراقي سابق، وهو بالأصل من طويريج. شغل منصب آخر وزير للنقل والمواصلات في عهد صدام حسين، وقد شغل هذا المنصب خلفا لعبد الستار المعيني.
أحمد مرتضى حاصل على شهادة الدكتوراه في هندسة الميكانيك من بريطانيا.
اعتقلته قوات الاحتلال الأمريكي بعد احتلال العراق عام 2003 وأفرجت عنه في 18 كانون الأول 2005.
في 2015، ورد اسمه ضمن قائمة أعلن عنها القضاء العراقي لمسؤولين متهمين بالفساد لغرض التحقيق معهم. وقد توفي متأثراً بمرضه في 16 أغسطس 2021.

## مؤلفاته
- ترجمه كتاب «السيطرة النوعية» لديل إتش بيستيرفيلد[8]

## رأي وزير
بعد وفاة أحمد مرتضى، قال بنكين رايكاني وكيل وزير النقل العراقي السابق "بنكين ريكاني وكيل وزير النقل السابق هادي العامري قال دون أن يسأله أحد وعلى الهواء مباشرة أن أحمد مرتضى أستاذي وإن الإنسان لو تكلم بإنصاف ومبدئية فيجب أن يقول الحقيقة ورغم أني لم التقي به ولم أره من قبل ولكني خلال فترة توليتي وزارة النقل لثمان سنوات فإن ما فعله الدكتور أحمد مرتضى في وزارة النقل أمر عظيم وفي ضروف شاقة . وقال تمر يوميا من أمامي حكايات وصور وحقائق وشهادات حول كيف كان يعمل فأقارنه بوزراء النقل الحاليين فلا أجد وجها للمقارنة. مضيفا أنه يسمع من موظفين كانوا يعملون في وزارة مرتضى أنه يعمل يوميا أكثر من 12 ساعة وأن طعامه يأتي من بيته بوعاء(سفرطاس). واستطاع تحقيق إنجازات خارقة خلال توليه الوزارة وأضاف ريكاني أن أحمد مرتضى ابن طويريج التي زرتها ووجدت مجاريها بائسة خلال 9 سنوات( يقصد حكومة السيد المالكي) وسألت أهل طويريج وقلت لهم ماذا فعل أحمد مرتضى فقالوا فعل كل الخير وأردف كل وزراء النقل بعد 2003 أقل حرصا وكفاءة من أحمد مرتضى ولو عاد وزيرا سأعمل معه بفخر.".